# Рыбачок, Сергей Леонидович
Сергей Леонидович Рыбачок (укр. Сергій Леонідович Рибачок; род. 15 ноября 1977, Полонное, Хмельницкая область) — украинский политик, председатель Ровненской областной государственной администрации со 2 марта 2014 года по 18 ноября 2014 года.

## Биография
Родился 15 ноября 1977 года в городе Полонное Хмельницкой области.

### Образование
Окончил Острожскую академию в 2005 году, закончил докторскую программу политических наук в Академии гуманитарных наук им. Александра Гейштора в Польше.

### Карьера
Являлся заместителем председателя Ровненской областной организации ВО «Свобода», преподавателем факультета политико-информационного менеджмента Национального университета «Острожская академия». Был депутатом Острожского городского совета от ВО «Свобода» с 2010 года, председатель фракции «Свободы». С 2013 года — помощник народного депутата Украины Олега Осуховского.
2 марта 2014 года указом № 218/2014 и. о. Президента Украины Александра Турчинова назначен Председателем Ровненской ОГА.
13 ноября 2014 года подал в отставку в связи с тем, что его партия ВО «Свобода» после объявления результата парламентских выборов и формирования в Верховной Раде новой коалиции приняла решение о сложении полномочий своими министрами и председателями областных и районных государственных администраций. 18 ноября отставка была принята президентом Петром Порошенко.

### Семья
Женат, две дочери.